# Cartelègue
Cartelègue – miejscowość i gmina we Francji, w regionie Nowa Akwitania, w departamencie Żyronda.
Według danych na rok 1990 gminę zamieszkiwało 829 osób, a gęstość zaludnienia wynosiła 72 osób/km² (wśród 2290 gmin Akwitanii Cartelègue plasuje się na 503. miejscu pod względem liczby ludności, natomiast pod względem powierzchni na miejscu 967.).